# Karol Mikuli
Karol (Karol, Charles, Carl, Karl von) Mikuli (Miculi) (Txernivtsí, llavors Imperi austríac, actualment Ucraïna, 22 d'octubre de 1821 - Lviv, 21 de maig de 1897) fou un compositor, pianista i pedagog polonès d'arrel armènia.
Estudià medicina a Viena, però deixà aquesta carrera per a dedicar-se a la música, passant a l'efecte a París el 1844, on estudià el piano amb Chopin i composició amb Reber. Va romandre a París donant lliçons de piano tenint entre els seus alumnes a Heinrich Schenker i en esclatar la revolució de 1848 retornà a la seva pàtria, on donà diversos concerts, i el 1858 fou nomenat director de la Societat de Música de Galitzia a Lemberg, on entre els seus alumnes tingué la pianista Stefania Turkewich. Dirigí una edició de les obres de Chopin, en la qual hi figuren algunes correccions i variacions fetes segons indicacions d'ell mateix.
Publicà una col·lecció de 48 airs nationaux roumains, arranjats per a piano, cançons populars franceses i poloneses, una Serenata per a clarinet i piano, una Paraphrase sobre motius d'un antic villancet de Polònia, cants religiosos, un Veni Creator i diverses composicions per a piano, sobretot poloneses, etc.